# Ostravice zastávka
Ostravice zastávka – przystanek kolejowy we wsi Ostravice, w kraju morawsko-śląskim, w Czechach. Znajduje się na wysokości 405 m n.p.m. i leży na linii kolejowej nr 324.